# 日産・NAエンジン
日産・NAエンジンはZ型エンジン後継として1989年8月から生産中の日産自動車の直列4気筒ガソリンエンジン・LPGエンジン。主に商用車・タクシーに搭載。1990年代末に商用車はKAエンジンに、2000年代後半にQRエンジンに移行し、2014年9月現在はLPGのみ生産されている。

## バリエーション

### NA16系 1,627cc

#### NA16S
- 1,627cc SOHC・キャブレター仕様
- スペック：56kW（76PS）/5,000rpm  126Nm（12.8kg-m）/3,200rpm
- 無鉛レギュラーガソリン

### NA20系 1,998cc

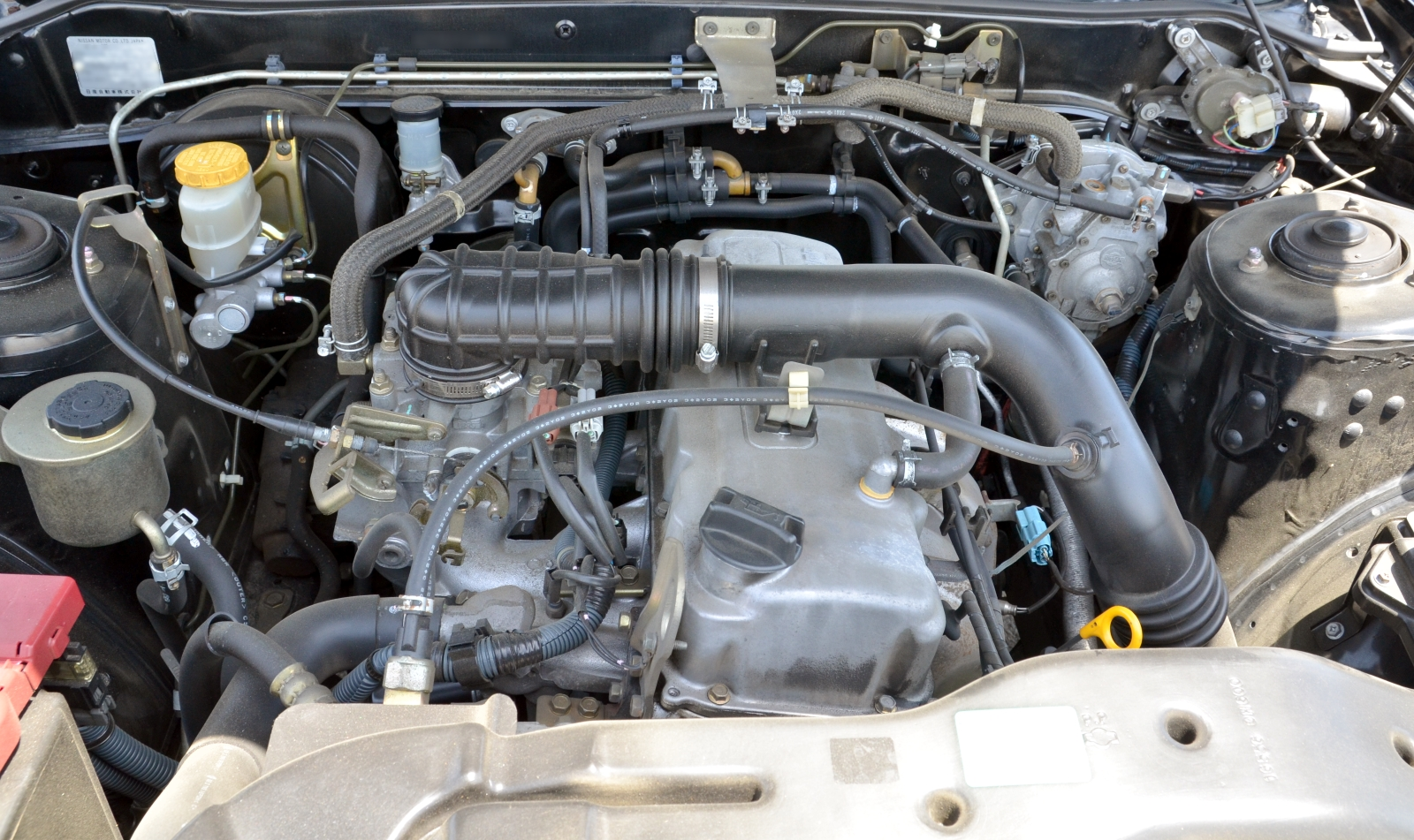
NA20P

#### NA20P
- 1,998cc SOHC・LPG
- スペック：60kW（82PS）/4,600rpm  159Nm（16.2kg-m）/2,400rpm
- 1998年6月以降：63kW（85PS）4,600rpm  167Nm（17.0kg-m）2,400rpm
- LPG(ベーパライザー、ガスミキサーによる燃料供給)

#### NA20PE
- 1,998cc SOHC・LPG
- スペック：63kW（85PS）/4,400rpm  170Nm（17.3kg-m）/2,400rpm
- 2010年9月～
- LPG液体燃料噴射(マルチポイントインジェクション)方式

#### NA20S
- 1,998cc SOHC・キャブレター仕様
- スペック：74kW（100PS）/5,000rpm  167Nm（17.0kg-m）/3,000rpm（グロス値）
- 67kW（91PS）/5,000rpm  159Nm（16.2kg-m）/3,000rpm（ネット値）
- 無鉛レギュラーガソリン

- NA20S・グロス値はH40アトラスのみ、他の車種はネット値。

## 搭載車種
- NA16S
  - ダットサン（D21）1989年9月-1995年8月
  - アトラス（F22・F23）1990年6月-1995年8月
- NA20S
  - ダットサン（D21）1989年9月-1999年6月
  - アトラス（F22・F23）1990年6月-1999年6月
  - アトラス（H40）1990年6月-1991年12月
  - キャラバン・ホーミー（E24）1990年8月-1999年6月
- NA20P
  - グロリア・セドリック営業車（Y31）1991年6月-2010年9月（グロリア営業車は1999年8月で廃止）
    - なお、1999年以降は京都議定書に基づき海外市場輸出向け車にも適用された。

  - クルー営業車（K30）1993年7月-2009年6月
- NA20PE
  - セドリック営業車（Y31） 2010年9月-2014年12月